# Hertha-Frösche
Die Hertha-Frösche waren ein Zusammenschluss von Anhängern des Berliner Fußballclubs Hertha BSC. Die in den 1960er Jahren gegründete Vereinigung wurde vor allem in den 1970er und 1980er Jahren bekannt durch ihr hohes Gewaltpotential und ihre Nähe zum Rechtsextremismus.

## Geschichte
Als Gründer der Hertha-Frösche gilt der 1939 geborene Peter „Pepe“ Mager, der anfangs auch der Anführer der Gruppierung war. Dieser begann in Herthas erster Bundesliga-Saison 1963/1964 mit dem Organisieren von Auswärtsfahrten zu den Spielen. Aus dieser zunächst losen Verbindung entstand eine feste Gruppierung, die Hertha zu jedem Spiel hinterherreiste. Den Namen „Hertha Frösche“ bekam sie am Anfang der 1970er vom Berliner Sportjournalisten und ehemaligen Hertha-Spieler Lutz Rosenzweig († 2005), als sie bei einem Spiel im Winter gegen Rot-Weiss Essen auf der Tribüne auf- und abhüpften, um sich warmzuhalten. Auf die Hertha-Frösche geht auch die Entstehung der Fanfreundschaft mit den Fans des Karlsruher SC im Jahr 1976 zurück.
Die Frösche waren aber auch dafür bekannt, dass viele Mitglieder der rechten Szene zuzuordnen waren und die Gruppe eine hohe Gewaltbereitschaft hatte. So wurden die Hertha-Frösche zu einer bundesweit bekannten Hooligan-Gruppe wie die „Gelsenszene“ beim FC Schalke 04 oder die Borussenfront von Borussia Dortmund.
Gegen Ende der 80er Jahre verkleinerte sich die Gruppierung dem bundesweiten Trend folgend kontinuierlich; erlebte nach dem Mauerfall jedoch eine gewisse Renaissance, nachdem mit Fangruppen von Vereinen aus der ehemaligen DDR neue Gegner aus dem Umland zur Verfügung standen. Mit dem Aufkommen der Ultra-Bewegung schwand der Einfluss der Frösche jedoch zusehends.
Die letzten Aktivitäten der Hertha-Frösche lassen sich in etwa ins Jahr 2002 datieren, mittlerweile existiert die Gruppe offiziell nicht mehr.